# حمل من الاغتصاب

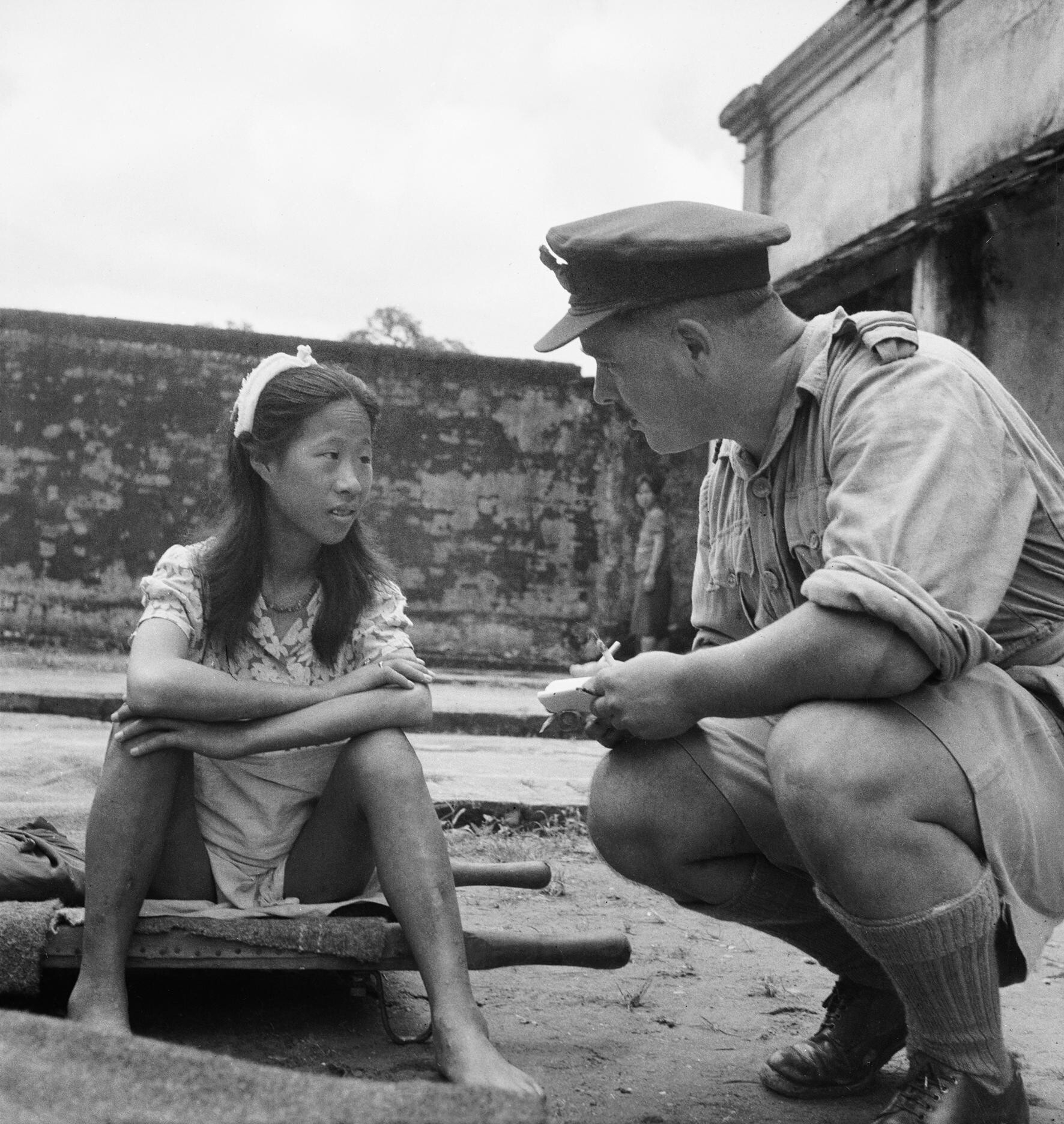
فتاة صينية من إحدى "كتائب الراحة" التابعة للجيش الياباني.

الحمل من الاغتصاب الحمل هُو نَتيجة مُحتمَلة للاغتصاب. اغتصاب في الحرب، ولا سيما كأدَاة للإبادة الجماعية، فضلًا عَن سِياقات أخرى لا علاقة لَها بِالموضوع، مِثل الاغتصاب مِن قِبل شَخص غَريب، والاغتصاب القانوني، وسَفح المَحارم، والحمل دون السن القانونِية. الإجماع العلمي الحالي يَجمع أن الاغتصاب مِنَ المُرجح أن يُؤدي إلى الحمل عَلى اعتبار أنه جماع جنسي بالتراضي. وتٌشير بَعض الدِّراسات إلى أنَّ الاغتصاب قد يُؤدي إلى ارتفاع مُعدلات الحمل من الجماع بالتراضي.
يُمكن أن يُسبب الاغتصاب صعوبات أثناء الحمل وبعده، ما قد يَترتب عَليه آثار سلبية عَلى كل مِن الضَّحية والطفل الناتج عن ذلك. وتشمل المعالجة الطبية بعد الاغتصاب اختبار الحمل ومنعِه. فالمرأة التي تُصبح حاملًا بَعدَ الاغتصاب قد تُواجه قرارًا مصيريًا بِشأن ما إذا كانَت ستربي الطفل، أو تُعطي الطفل الحضانة أو الأبوة أو الإجهاض. وفي بعض البلدان التي يَكون فيها الإجهاض غير قانوني بعد الاغتصاب وسفح المحارم، فان أكثر من 90% من حالات الحمل لَدى الفَتيات في سن الخامسة عشرة وما دونها يَرجع إلى اغتصاب أفراد الأسرة لهن.
كانَ الاعتقاد الزائِف بأن الحمل لا يُمكِن أن يَنتج أبدًا عَن الاغتصاب على مَدى قرون. وفي أوروبا، من العصور الوسطى في القرن الثامن عشر، كان يُمكن للرجل أن يَستخدم حمل المرأة كدِفاع قانوني «ليثبت» أنَّه لم يَكن بإمكانه اغتصابها، لأن حَملَها كان يَعني حينَها بأنَّها تَمتعت بالجنس وبالتالي وافقت عليه. وفي العقود الاخيرة، قدَّمت بعض المنظمات المُناهضة للحياة والسياسيين الذين يُعارضون الإجهاض القانوني في حالات الاغتصاب ادعاءات بأن الحمل نادرًا ما ينشأ عن الاغتصاب، وأن الأهمية العَمَلية لهذه الاستثناءات من قانون الإجهاض محدودة أو غير مَوجودة.

## حوادث حمل الاغتصاب
أي أنثى قادِرة على الإباضة قد تُصبح حاملًا بعد الاغتصاب.
وتَختَلِف تَقديرات عَدد حالات الحَمل مِن الاغتصاب اختلافًا كبيرًا. وتُشير التقديرات الأخيرة إلى أن تَصور الاغتصاب يحدث بين 25,000 و 32,000 مرة كل عام في الولايات المتحدة. وفي دراسة مُدتها ثلاث سنوات ل 4000 امرأة أمريكية، تُقدِر الطبيبة ميلسا هولمز بناء على بيانات من دراستها أن الإكراه على الاتصال الجنسي يسبب أكثر من 32000 حالة حمل في الولايات المتحدة (). وقدرت الطبيبة فيليسيا والاقتصادي جيمس تروسيل أن 333,000 من الاعتداءات والاغتصاب التي تم الإبلاغ عنها في الولايات المتحدة في عام 1998، تسببت بحوالي 25000 حالة حمل، وكان من الممكن منع ما يصل إلى 22,000 من حالات الحمل هذه عن طريق العلاج الطبي الفَوري، مِثل وسائل منع الحمل في حالات الطوارئ.

### المعدل
تُشير دِراسة أجريَت عام 1996 وشَملت 44 حالَة مِن حالات الحمل المتصلة بالاغتصاب إلى أنَّ مُعَدل الحمل في الولايات المتحدة هو 5.0% لكل حالة اغتصاب بَين ضحايا سِن الإنجاب (من سن 12 إلى 45 سنة) (). وهناك دراسة أجريت عام 1987 أيضًا أفادت أن معدل الحمل بين طلاب الجامِعات الذين تتراوح أعمارهم بين 18 و 24 عامًا نسبته 5٪ الولايات المتحدة. كذلك أجريت دراسة عام 2005 أفادت بأن مُعدل الحمل المرتبط بالاغتصاب حوالي 3-5٪.
ووجدت دراسة عن المراهقين الإثيوبيين الذين اغتصبوا أن 17٪ منهم أصبحو حوامل في وقت لاحق، وأبلغت مَراكز أزمات الاغتصاب في المكسيك عن مُعدل الحمل من الاغتصاب بنسبة 15-18٪. 

قد تَكون تَقديرات مُعدلات الحمل المرتبطة بالاغتصاب غير دَقيقة لأن الجريمة لا يَتِم الإبلاغ عَنها بِشكل كافٍ، مِما يُؤدي إلى عَدم تَسجيل بَعض حالات الحمل من الاغتصاب على نحوٍ جيّد، أو بالتناوب، وفي بعض الحالات لا يتم الإبلاغ عنها إذا لم ينتج عنها حمل.
على الرغم أن مُعظم الدِّراسات تُشير إلى أنَّ مُعدلات الحمل مُستقلة عما إذا كانَ التلقيح بسبب الاغتصاب أو الجنس بالتراضي،

اقترح بعض المُحلّلين أنَّ مُعدل الحمل قد يَكون أعلى،  أو أقل، من التلقيح بسبب الاغتصاب.
ويَقول الطبيب النَّفسي روبرت سميث أنَّ بَعض الدراسات قَد ذَكرت «معدلات عالية من الحمل بعد الاغتصاب». واستشهد بقلم فوكس وبياتريس فوكس التي ذَكرت أنّ عالِم الأحياء ألان ستيرلينغ باركيس تَكهن في المُراسلات الشخصية أنَّ «معدلات الحمل عالية في الاغتصاب بسبب الإفرازالهرموني، الخوف أو الغضب، التي يُمكن أن تنتج الإباضة بِشكل مُنعكس». ويقول سميث أيضًا والعالم البيطري وولفغانغ جوكل الذي «اقترح أن الاغتصاب قد يحث الإباضة في الإناث». وقال الباحث الأدبي جوناثان غوتشال والاقتصادي تيفاني غوتشال في مقال له في الطبيعة البشرية لعام 2003 أنَّ الدراسات السابِقة لإحصاءات الاغتصاب والحمل لا يُمكن مقارنَتُها مباشَرة بمعدلات الحمل من الجماع بالتراضي، لأن المُقارنات لَم تُصحَح إلى حد كبير بالنسبة لعوامل مثل استخدام وسائل منع الحمل. وباستخدام هذه العَوامل، قدروا أنّ حالات الاغتصاب تَبلغ ضِعف احتمال حُدوث حالات حمل (7.98٪) على أنَّها «الجماع بالتراضي» (2-4٪). ويناقَش مجموعة مُتنوعة مِن التَّفسيرات المُمكنة ويَدفعون الفرضية القائِلة بأنَّ المُغتصبين يَميلون إلى استهداف الضحايا بمؤشرات خَفية للإباضة.
وعلى النقيض، قالَ عُلماء النَفس تارا تشافان وجوردون غالوب الابن، نَقلًا عَن أُطروحات غَير منشورة مِن قبل روجيل  ومورغان،  أنَّ التكيفات النسائية تُقلل من احتِمال الاغتصاب خلال فترات الخصوبة. ووجدت دراسة أجريت عام 1995 على النساء اللاتي حَملنَ بعد الاغتصاب أن 60% مِنهن تَمَّ تَشريبهن أثناء الجماع بالتراضي (). وقد اعترض الأنثروبولوجي دانيال فيسلر على هذه النتائج قائلًا: «تحليل معدلات الحمل يكشف أن احتمال الحمل بعد الاغتصاب لا يختلف عن ذلك بعد الجماع التوافقي».

## النظريات الاجتماعية والبيولوجية للحمل من الاغتصاب
افتَرَض علماء الاجتماع وعلماء النفس التطورية أنَّ التَّسبب في الحمل عن طريق الاغتصاب قد يَكون نظام تزاوج في البشر، كوَسيلة للذكور لِضمان بَقاء جيناتهم عن طَريق تَمريرها إلى الأجيال القادمة. راندي ثورنهيل وكريغ بالمر هُما مِن أهم المُفكرين بهذه الفَرضية. ويُؤكدون أنَّ مُعظم ضَحايا الاغتصاب من النساء في سِن الإنجاب وأن العَديد مِن الثَّقافات تُعامِل الاغتصاب كجَريمة ضِد زَوج الضَّحية. ويَذكرون أنَّ ضَحايا الاغتصاب يُعانون مِن ضائِقة عاطِفية أقل عِندما يَتعرضون لِمزيد مِن العنف، وأن النِّساء المُتزوجات والنساء في سِن الإنجاب يُعانين مِن ضائِقة نَفسية أكبر بَعد الاغتصاب مِن الفَتيات أو النِّساء العازبات أو النِساء بَعد سِن اليأس (). ومُعدلات الحَمل في حالات الاغتِصاب حاسِمة في تَقييم هذه النظريات، لأن مُعدل الحَمل المُرتفع أو المُنخفض مِن الاغتصاب سَيُحدد ما إذا كانَت هذه التَعديلات مُفضلة أو مُستاءة مِن الاصطفاء الطبيعي().

## الاغتصاب القانوني وسفح المحارم والحمل دون السن القانونية
في الفترة 1995-1996، نَشرت مَجلة «تنظيم الأسرة» دِراسة أجراها مَعهد غوتماكر، وهِي مُنظمة لِلبحوث المُتعلقة بالصحة الجِنسية وتَنظيم السياسات، بِشأن الاغتصاب القانوني (الاتصال الجنسي مع قاصر)، وما يَتَرتب على ذلك مِن حالات حَمل. واعتَمَدت عَلى أبحاث أخرى لِتخلص إلى أن «نصف الأطفال على الأقل مِمِن وُلدوا مِن النِّساء القاصِرات يولدون مِن الرجال البالغين»، وأنَّه «عَلى الرُّغم مِن أن نِسَب صَغيرة نسبيًا من 13-14 عامًا قَد جُمعت، فمن المُرجح أن يَتعرضن لِلنشاط الجِنسي في سِن مُبكرة، عَلى وجه الخُصوص، لأنهن تَعرضن لِلإكراه عَلى مُمارسة الجِنس القَسري: إذ أفادت نِسبة 74% مِن النِّساء اللَّواتي كُنَّ يُمارسن الجِنس قَبل سِن 14 و60% مِمَن يُمارسون الجِنس قَبل سِن الخامِسة عشرة بأنهن تَعرضن لِتجربة جِنسية قَسرية». ولكن بِسبب الصُّعوبات في تَقديم مِثل هذه القَضايا إلى المُحاكمة «، تٌشير البَيانات مِن الفَترة 1975-1978 إلى أن 413 رجلا فقط اعتُقِلوا في المُتوسط سَنويًا بِسبب الاغتصاب القانوني في ولاية كاليفورنيا، على الرغم مِن أن 50.000 حالة حَمل حَدثت بَين النِّساء دون السِّن القانونية 1976 وحدها». في تلك الحالة، تبين أن ثلثي الأطفال المولودين للأمهات في سن الدراسة كانوا من الرجال البالغين.
ويُمكِن أن يُؤدي الإيذاء الجِنسي في سِن مُبكرة إلى شُعور الشابات بِعدم السَيطرة عَلى حَياتِهن الجِنسية، وتَقليل احتمالِهن لاستخدام وَسائل مَنع الحَمل في المُستقبل مِثل الرفالات، وزِيادة فُرصهن في الحَمل أو اكتساب العَدوى المَنقولة بالاتصال الجنسي (). في عام 2007، قامَت دِراسة اتجاهات الطفل () أما الدراسات التي أجريت بين عامي 2000 و2006 لِتَحديد الرَّوابط بَين الاعتِداء الجِنسي وحَمل المُراهقات، بدءًا مِن سنة 2005 في دراسة بلين-بايك وآخرون من 15 دراسة منذ عام 1989. وجدت أن الاعتداء الجنسي عَلى الأطفال لَهُ «ارتباط كبير» بِحمل المُراهقات. وقد أثبَتت الدِّراسات المُباشرة بأثر رَجعي دِراسة الحالات السابِقة لِلحمل والدِّراسات المُرتقبة التي تَتبع حياة ضحايا الإيذاء الجنسي و «يُمكن أن تَكون مُفيدة لِتحديد السَّبَبِيّة»:3 3 أشكال سوء المعاملة:4 على الرغم من أن بعض الباحثين يشيرون إلى أن الحمل يُمكن أن يَكون خيارًا لِلهروب من «حالة سيئة»، قَد يَكون أيضًا «نَتيجة مُباشرة مِن الجماع غَير المرغوب فيه»، والتي وَجدت دِراسة واحِدة لِحوالي 13٪ من المشاركين في برنامج تكساس الأبوة والأمومة.:4
وفي نيكاراغوا، بين عامي 2000 و2010، سجلت نحو 500 172 حالة وِلادة لِلفتيات دونَ 14 سنة، أي حوالي 13% من 10.3 مَلايين وِلادة خِلال تِلك الفترة. وتُعزى هذه العَوامل إلى الفقر، والقَوانين التي تُحظِّر الإجهاض على الاغتِصاب وسَفح المَحارم، وعَدم الوُصول إلى العدالة، والمعتقدات التي تعقد في الثقافة والنظام القانوني (). ووجدت دراسة أجريت عام 1992 في بيرو أن 90٪ من الأطفال الذين يُسلمون إلى أمهات تتراوح أعمارهن بَين 12 و16 سَنة تَم تَصورهنَّ مِن خلال الاغتصاب، وعادًة ما يَكون الأب أو زوج الأم أو قَريب آخر قريب. في عام 1991 في كوستاريكا، كان الرقم مشابها، حيث أن 95٪ من الأمهات المُراهقات دون الخامسة عشرة قَد حَملنَ مِن خلال الاغتصاب.

## الاغتصاب في الحرب والصراعات
استُخدم الاغتصاب كَسِلاح في الحرب النفسية لِعدة قرون، لِتَرويع وإذلال وتَهبيط الرُّوح المَعنوية لِلعدو. واستخدم أيضًا كَعمل مِن أعمال التطهير العرقي لإنتاج الأطفال الذين يتقاسمون جِنسيات الجُناة (). وقد لوحظ الحمل القسري في أماكن مثل بنغلاديش ودارفور والبوسنة.كما يَتبين مِن الصِّراعات في تيمور الشرقية وليبريا وكوسوفو ورواندا (). وعلق غيتا سهغال من منظمة العفو الدولية على أن الاغتصاب غالبًا ما يُستخدم في النِّزاعات العِرقية كوَسيلة لِلمهاجمين من أجل إدامة السَّيطرة الاجتماعية وإعادَة رَسم الحُدود، بدلا من أن يكونوا في المَقام الأول حَول «غنائم الحرب» أو الإشباع الجنسي. وقد يولَد الأطفال لِلنساء والفَتيات اللاتي يُجبرن عَلى «الزواج» مِن المُختطِفين والمُحتلين؛ حَدث ذلك في الاحتلال الإندونيسي لتيمور الشرقية وفي صِراع جيش الرب للمقاومة في أوغندا ().
الاغتصاب خِلال الحَرب بِموجب قَرار مَجلِس الأمن التابع للأمم المتحدة رقم 1820 يُعتَبر جَريمة حَرب وجَريمة ضِد الإنسانية. ويشار إلى «الحمل القسري» على وجه التحديد بأنَّه جَريمة حرب وجريمة ضِد الإنسانية في نظام روما الأساسي، وهو «أول محكمة جنائية دولية على الإطلاق تجرم الحمل القسري» (
).
ويُمكن تَحديد الأطفال الذين يولَدون نَتيجة لِلاغتصاب في وَقت الحَرب مَع العَدو ويَكبرون ويَتِم استِبعادُهم مِن قِبل مُجتمعاتهم المَحلية؛ فَقد يُحرمون مِن حُقوقِهم الأساسية أو حتى يُقتلون قَبل بُلوغ سن البلوغ (). والأطفال مُعرضون بِشكل خاص لِمثل هذا الإيذاء، عِندما يَكون مِن المُمكن التَّعرف عليهم بِوُضوح على أنَّهم يُشاركون نِصف عِرقهم مَع قُوات الاحتلال، كما هُوَ الحال بِالنسبة لِلأطفال نصف العَرب مِن نِساء دارفور الذين اغتَصَبهم جُنود الجنجويد كَجُزء من الحرب في دارفور (). كما يَتعرض أطفال الاغتِصاب في الحَرب لِلخطر بِسبب إهمال الأمهات اللَّواتي يُعانين مِن الصَدَمات غَير القادرين على توفير الرِّعاية الكافية ().

### اغتصاب نانجينغ
في عام 1937 استَولى الجَيش الياباني على نانجينغ، التي كانَت عاصِمة الصين. وفي فَترة الاحتِلال التي استَمَرت سَبعة أسابيع والمَعروفة باسم اغتصاب نانجينغ، تَعرض ما لا يَقِل عَن 000 80 شَخص لِلاغتصاب (). وتَعَرضت النساء والفَتَيات الصينيّات مِن جَميع الأعمار لِلاغتصاب والتَشويه والتعذيب والاسترقاق الجنسي والقتل؛ تركت أعدادًا غَير مَعروفة مِنهم في حالة حمل.  العَديد مِن النساء الحَوامل في مذبحة نانجنغ قتلن أنفسهن في عام 1938، والبعض الآخر اتبع قَتل الأطفال عِند ولادتهم.وفي القرن العشرين لم يَكن هُناك أي سجل لأية امرأة صينية تعترف بأن طفلها قد ولد نتيجة اغتصاب نانجينغ.

### حرب البوسنة
خلال حرب البوسنة بين عامي 1992 و 1995، استُخدم الحمل من الاغتصاب لارتكاب جريمة الإبادة الجماعية. كانت هناك تقاريرُ عن معسكرات اغتصاب بُنيت عن عمد تهدف إلى تلقيح النساء المسلمات الأسيرات والكرواتيات الأسيرات. احتُجزت النساء في الحبس إلى أن وصلت حالات الحمل إلى ما بعد المرحلة التي يكون فيها الإجهاض آمناً.
في سياق المجتمع الأبوي الذي يرث فيه الأطفال العرق الأبوي، كان الهدف من هذه المعسكرات خلق جيلٍ جديد من الأطفال الصربيين. زعمت مجموعة نساءٍ من مقاطعة "Tresnjevka" في كرواتيا على أنه حُجز أكثر من 35000 امرأة وطفل في مثل هذه المخيمات التي يديرها الصرب. تتراوح التقديرات من 20000 إلى 50000 ضحية. Estimates range from 20,000
قالت المحامية فريال الغراحي: «لقد فُصلت العائلات وأُبقيت النساء والأطفال في صالة الألعاب الرياضية حيث اغتُصبت جميع النساء والفتيات فوق العاشرة من العمر في الأيام القليلة الأولى. هناك معسكرات اغتصابٍ في جميع أنحاء البلاد. الآلاف من النساء يحملن نتيجة الاغتصاب مراراً وتكراراً. في كل مكان ذهبت إليه في البوسنة والهرسك وفي مخيمات اللاجئين الكرواتية، أخبرتني النساء بقصص إكراهٍ وقالوا إنهم سيبقون إلى أن يلد أطفال صربيون».
بعد حرب البوسنة، حدّثت المحكمة الجنائية الدولية نظامها الأساسي لحظر حصر امرأة أو أكثر من النساء بالقوة بقصد التأثير على التكوين العرقي لأي شعب.

## العلاج والنتائج
استِخدام المَرأة حبوب منع الحمل أو وَسائِل مَنع الحَمل قَبل الاغتِصاب تُؤثر عَلى فُرصَتِها في الحمل. ويَهدِف عِلاج الأطباء إلى تَوفير إمكانية الوُصول إلى وَسائِل منع الحمل في حالات الطوارئ وتَقديم المَشورة بِشأن الإجهاض في البلدان التي يكون فيها قانونيًا (). جربت جرعة عالية من حبوب الاستروجين كعلاج تجريبي بعد الاغتصاب في عام 1960، وفي عام 1972 الطبيب الكندي ألبرت يوزبي وزملاؤه بَدأوا دِراسات مَنهجية عَلى استِخدام إيثينيليستراديول ونورجيستريل لِتوفير وَسائل مَنع الحمل في حالات الطَّوارئ بَعد الاعتِداء. هذه العِلاجات خَفضت مُعدل الحمل بعد الاغتصاب بنسبة 84٪. ويسمى هذا الأسلوب الآن نظام يوزبي. قبل أن يعامل أحد ضحايا الاغتصاب بِتدابير الوِقاية مِن الحمل، يَتم إعطاء اختبار الحمل لِتَحديد ما إذا كانَت حاملا بِالفعل قبل الاغتِصاب. 
يُمكن أن تُؤدي القَرارات المُتعلقة بإنهاء الحَمل المُتصل بالاغتصاب أو حمله عَلى المَدى الطويل، وما إذا كانَ يَنبغي إبقاء الطِّفل أو إعطاءه للتبني، إلى إصابة امرأة بصدمة شديدة (). وتَختلف مُعدلات الإجهاض في حالات الحَمل بِسبب الاغتصاب اختلافًا كبيرًا حَسب الثقافة والديمغرافيا؛ فإن النساء اللَّواتي يَعشن في بُلدان لا يجوز فيها الإجهاض، غالبًا ما يَلِدن الطفل أو يَخضعن سرًا للإجهاض الخَطير (). بَعض النِّساء لا يرغبن في الحصول على الإجهاض لأسباب دينية أو ثقافية. وفي ثلث الحالات، لا يتم اكتشاف حالات الحمل المتصلة بالاغتصاب حتى الثلث الثاني من الحمل، مما قد يقلل من خيارات المرأة، لا سيما إذا لَم يَكن لَديها سُهولة في الوُصول إلى الإجهاض القانوني أو ما زالت تتعافى مِن صدمة الاغتِصاب نَفسها.
في الولايات المتحدة، 1% من 1900 امرأة استجوبت في عام 1987 وأدرج الاغتصاب أو سفح المحارم كَسبب لإجراء الإجهاض؛ مِن هؤلاء 95% تضمنت أسباب أخرى. وأظهرت دراسة أجريت عام 1996 عن آلاف النساء في الولايات المتحدة أن حالات الحمل الناجمة عن الاغتصاب كانت 50%، و 12% أدت إلى الإجهاض، و 38% تخلت عن التبني(). وقد ذكرت الدراسات التي استعرضها الأقران من 38٪ من النساء الأمريكيات إلى أن 90٪ من المراهقين البيروفيين الذين يحملون. في ليما، بيرو، حيث الإجهاض غير قانوني، 90٪ من الفتيات اللواتي تتراوح أعمارهن بين 12 و 16 عاما اللواتي حملن من خلال الاغتصاب حملن الطفل على المدى. من بين جميع الأطفال المولودين، يتم طرح 1٪ لاعتمادها؛ تَبَين أن عَدَد الأطفال الذين تَم تَصورهم من الاغتصاب وتم التخلي عنهم لاعتمادهم كان حوالي 6٪ في دراسة واحدة و 26٪ في دراسة أخرى. بعض الناس يتجهون إلى المخدرات أو الكحول للتعامل مع الصدمة العاطفية بعد الاغتصاب. واستخدامها أثناء الحمل يمكن أن يضر بالجنين. 

## أطفال الاغتصاب
عِندما تَختار الأم تَربيَة طِفلها في الاغتصاب، فإن التَّأثير الصادِم للاغتصاب وعلَاقة دَم الطِّفل مَع المُغتصب لَديه القُدرة عَلى خَلق بَعض التَّحديات النَّفسية، ولكن ظَرف الحمل لا يضمن أن يسبب مَشاكِل نَفسية. وإذا قَرَرت المَرأة الإبقاء عَلى الطِّفل وتَربيته، فَقد تُواجه صُعوبة في قُبوله، وتَتَعرض كُل مِن الأم والطِّفل لِلنبذ في بَعض المُجتَمعات (
).
وقد تُواجه الأمهات أيضًا صُعوبات قانونية. في مُعظم الوِلايات الأمريكية، يَحتفظ المُغتصب بِحقوق الوالدين. وتُشير البُحوث التي أجرتها الباحثة القانونية شونا بريويت إلى أن التَّواصل المُستمر مَع المُغتصب يُلحق ضررًا بالنساء اللاتي يَحتفظن بِالطفل. وكتبت في عام 2012 أن 31 ولاية تسمح في الولايات المتحدة للمغتصبين بتأكيد حقوق الحضانة والزيارة على الأطفال الذين تم تَصورهم من خلال الاغتصاب.

## التاريخ
في العُصور القَديمة والقرون الوسطى الأطفال الذين تتسبب ولاداتهم في الاغتصاب تم قتلهم على يد أمهاتهم في أوقات مختلفة من التاريخ. لم يكن هذا القتل محظورًا (ومع ذلك، كان من المتوقع التكفير عن الذنب من الأمهات في أوروبا في القرون الوسطى).

## المعارضة للإجهاض القانوني
الحمل من الاغتصاب هُوَ قضية أخلاقية في سياق المُعارضة لِلإجهاض القانوني. فَفي العُقود الأخيرة، بَدأت الادعاءات بِعدم احتِمال الحَمل الناجِم عن الاغتصاب، التي تذكرنا بالمعتقدات التاريخية،  مرة أخرى تلعب دورًا في الخِطاب السِّياسي حَول تَنظيم الإجهاض في حالات الاغتصاب، وخاصة في الولايات المتحدة.
ومن بين ضحايا العنف، فمن جانب الشريك أفاد 68% بأنهن تعرضن للاغتصاب من جانب شريكهن الحميم، وأفاد 20% منهن بحالات تتعلق بالاغتصاب ().
عناك ادعاءات بأن الاغتصاب يُقلل من فُرصة الحَمل في بعض الأحيان، اعتماداً على أن الإجهاد المُزمن يُمكن أن يُقلل مِن خُصوبة المَرأة عَلى المدى الطويل. في عام 1972م نشرت مقالة قال فيها الطبيب ميكلنبورغ الناشط في مكافحة الإجهاض أن الحمل من الاغتصاب «نادر للغاية». وكتب بليث برنارد في صحيفة «واشنطن بوست»: «أثرت هذه المقالة على الناشطين المناهضين للإجهاض على أمل بناء حالة طبية لحظر جميع عمليات الإجهاض دون استثناء». نشرت بيانات مماثلة في عام 1985. وهناك كتاب صدر عام 1997 نشرته مجموعة الحياة البشرية الدولية (التي تعارض الإجهاض القانوني في جميع الحالات، بما في ذلك الاغتصاب) وتدعي أن العديد من الدراسات التي أجريت في عام 1970، تبين أن 0.08٪ فقط من حالات الاغتصاب تؤدي إلى الحمل، وبدلاً من ذلك يقدم تقديراً بنسبة 0.8٪ من بيانات أخرى ونفس الكتاب يرفض الإحصاءات المتضاربة.
كما عبرت جماعات خارج الولايات المتحدة عن آراء ذات صلة. كما تدعي جمعية حماية الأطفال غير المولودين في المملكة المتحدة أن الاغتصاب -الحمل «نادر للغاية»، ويرجع ذلك جزئيًا إلى أن «صدمة الاغتصاب تجعل من الصعب حدوث الإخصاب أو الزرع» (). ونشرت مجموعة ايرلندية تهتم بالدفاع عن حقوق الإنسان مطالبات على موقعها على شبكة الانترنت أن «الصدمة من الاغتصاب قد تلعب دوراً في الدفاع وتقلل من احتمال حدوث الحمل». نشرت المجموعة الايرلندية بريشس لايف ادعاءات بأن «صدمة الاعتداء الجنسي من المرجح أن تمنع الإباضة» و «معدل الحمل الناجم عن الاعتداء الجنسي هو 0.1٪». ومن المجموعات الأخرى التي تقول أن الاغتصاب يمنع الإباضة: المجموعة الأسترالية برو-ليف فيكتوريا، ومجموعة برو-ليف الفلبين.

## العلاج والنتائج
عند الخروج من الرعاية في حالات الطوارئ، يقدّم الأطباء معلومات حول الحمل بالإضافة إلى المضاعفات الأخرى مثل العدوى والصدمة العاطفية. في حين أن المرأة التي أصبحت حاملاً خلال اليومين الماضيين ستظهر نتائجها سلبيةً في اختبار الحمل ما لم تكن حامل بالفعل قبل الاغتصاب، ويمكن الكشف عن الحمل الناتج عن الاغتصاب في زيارة المراجعة التي تستمر أسبوعين.

## التاريخ

### القانون
على نقيض الإجماع العلمي الحديث على أن حالات الحمل الناجمة عن الاغتصاب لا تقل احتمالية في حدوثها عن أي حالة أخرى، فإن المعتقدات القائلة بأن الاغتصاب لا يمكن أن يؤدي إلى الحمل كانت منتشرة على نطاقٍ واسع في الآراء القانونية والطبية لعدة قرون. يعتقد جالن وهو طبيبٌ يوناني قديم أن المرأة يجب أن تشعر بالسعادة لإطلاق «البذرة» وتصبح حاملاً، ولا يمكن أن تستمد هذه المتعة من الجنس غير المقبول. أثّر تفكير جالن على الفهم من إنكلترا في العصور الوسطى إلى أمريكا الاستعمارية.
بعد قرونٍ في أوروبا في العصور الوسطى، كان الاعتقاد بأن الحمل لا يمكن أن يحدث دون موافقة لا يزال معياريًا. في الواقع، يُعتبر الحمل من قبل المرأة دفاعًا شرعيًا ضد تهم الاغتصاب. 
اعترفت الدكتورة في أدب العصور الوسطى كورين ساوندرز بصعوبةٍ في تحديد مدى الاعتقاد السائد بأن الحمل يدل على الموافقة لكنها ختمت بقولها إلى أنها أثرت على الأقل في بعض القضاة.
بحلول أواخر القرن الثامن عشر، لم يعد العلماء يقبلون وجهة النظر العالمية بأن الحمل كان مستحيلاً بدون متعةٍ على الرغم من أن هذا الرأي ما زال شائعًا. في عام 1795، كان النص القانوني البريطاني"Treatise of Pleas of the Crown" قد قلّل من المنفعة القانونية للاعتقاد وصحتها البيولوجية حيث قال: «كما قيل من قبل البعض لا اغتصاب يجبر المرأة التي تحمل في الوقت ذاته لأنه يقال أنه إذا لم تكن قد وافقت فإنها لا يمكن أن تكون قد حملت، ولكن هذا الرأي يبدو مشكوك فيه للغاية ليس فقط لان العنف السابق لم يكن مخففًا بمثل هذه الموافقة اللاحقة، ولكن أيضًا إذا كان من الضروري توضيح أن المرأة لم تحمل لا يمكن محاكمة الجاني حتى يبدوا أنها قد فعلت أو لم تفعل، وكذلك لأن فلسفة هذا المفهوم قد تكون موضع شكٍ كبير».
إن عناصر النص القانوني البريطاني لعام 1814 للفقه الطبي الذي كُتب من قبل صموئيل فار ادّعت أن الحمل على الأرجح لا يمكن أن يحدث دون متعة المرأة بحيث لا يؤدي الاغتصاب المطلق إلى الحمل. 
من ناحيةٍ أخرى، في الولايات المتحدة في دعوى قضائية لعام 1820 في إقليم أركنساس، حُكم على أحدهم بأنه غير مذنب في تهمة الاغتصاب لأن الضحية أصبحت حاملاً، لكن المحكمة رفضت الحجة:

## الشريعة الإسلامية
كتب المؤرخ إيان تالبوت عن كيفية استخدام البلدان التي تحتوي على رموزٍ إسلامية تستند إلى القرآن الكريم حول الاغتصاب والحمل مثل في سورة النور، الآية 2 كأساسٍ قانوني فقال: "إن قانون الأدلة في جميع الجرائم الجنسية يتطلب إما الاعتراف الذاتي أو الشهادة. في حالة رجل، ينطوي الاعتراف الذاتي على اعتراف شفهي. بالنسبة إلى النساء، كانت الفحوص الطبية والحمل الناجم عن الاغتصاب مقبولاً كدليلٍ على الشعور بالذنب.